# Achille Lauri
Achille Lauri (Sora, 24 agosto 1884 – Sora, 11 aprile 1965) è stato uno storico italiano, tra i più illustri studiosi dei fatti e degli accadimenti storici del Distretto di Sora nei secoli passati.
Amplissima la sua produzione storico-letteraria, collaborò tra l'altro alla redazione del Dizionario del Risorgimento italiano.

## Biografia
Achille Lauri nacque a Sora il 24 agosto 1884, in provincia di Frosinone, da Antonio e Concetta Colaneri che perse a sedici anni. Il padre amministrava i beni terrieri ereditati; la madre, invece, era una maestra.
Nel 1903, all’età di diciannove anni, vinse una borsa di studio che gli consentì di continuare a perseguire la strada del sapere.
Nel 1905 Achille, allora ventunenne, pubblicò il suo primo libro (Il mio paese natio. Nozioni geografiche e storiche sulla città di Sora) grazie al quale acquisì notorietà tra i suoi conterranei e nel mondo degli intellettuali. 
Il 26 giugno 1906 riuscì a conseguire l’abilitazione all’insegnamento presso la Regia Scuola Normale di Caserta ed iniziò ad insegnare nelle scuole elementari di Sora nel novembre dello stesso anno.
Il 9 maggio 1909 sposò Magnarosa Capobianco, con la quale ebbe cinque figli: Laura, Virginia, Ada, Guido ed Anna.
L’indole curiosa, la naturale vocazione alla ricerca costante e la passione per lo studio costituirono le fondamenta di una personalità che dedicò la sua intera vita alla scrittura ed alla ricerca di antiche memorie del suo territorio.
Prediligendo gli studi umanistici, Achille Lauri ricostruì i tratti storici, artistici, geografici e folkloristici di Sora, ampliandone progressivamente lo spettro d’indagine ed estendendo il suo panorama di ricerca all’inquadramento dei fatti della provincia e poi dell’intero Lazio.
La passione per l’approfondimento e per la conoscenza della propria terra d’origine si spogliò presto della sua dimensione individuale, assumendo la fisionomia di un dovere morale comune, di un onere collettivo guidato dal rispetto, dall’amore e dal senso di responsabilità verso le proprie radici e le generazioni future:
“Chi non sa la geografia e la storia del proprio paese e vive in essa non è orientato né nello spazio né nel tempo. Conoscere tutto il mondo, eccetto il proprio paese, è come conoscere i nomi e la vita di milioni di persone ed ignorare le persone a noi più intime: il padre e la madre.” (Lauri A., Il mio paese natio. Nozioni geografiche e storiche sulla città di Sora, Sora, Tip. Pagnanelli, 1905). 
Gli anni 1910-1914 furono un periodo di intensa e costante attività intellettuale, la quale fu bruscamente recisa dal novembre del 1915, quando Achille fu chiamato alle armi durante la Prima Guerra Mondiale, per poi esser congedato nel dicembre del 1918.
Tornato a rivestire l’abito civile, iniziò a pubblicare annualmente opuscoli, articoli o volumi illustrati su fatti e personaggi illustri della sua regione, raccogliendo testimonianze e documenti (editi e inediti), con il fine di divulgare e rendere accessibili a tutti i suoi studi e le sue ricerche.
Fondò e diresse per cinque anni l’Associazione dei proprietari danneggiati dal terremoto del 13 gennaio 1915 – di cui anch’egli fu vittima, inducendolo a rifugiarsi per qualche mese a Capua con la sua famiglia – per promuovere la ricostruzione degli edifici distrutti e con il fine di ottenere dallo Stato sostegni economici per la classe operaia.
Su proposta di Corrado Ricci, direttore generale delle Antichità e Belle Arti, nel settembre del 1917 fu nominato Ispettore Onorario ai Monumenti per il Mandamento di Pontecorvo e dal 1919 in poi per il Mandamento di Sora.
Nello stesso anno scrisse circa duecento relazioni archeologiche-artistiche, soventemente lodate dai professori Amedeo Maiuri e Salvatore Aurigemma.
Nel 1920 il Municipio di Sora, volendo istituire una Scuola di Arti e Mestieri, scelse di mandare Achille a Napoli a studiare il funzionamento interno dell’Istituto A. Della Valle di Casanova, al fine di redigere un programma didattico ed uno Statuto-Regolamento idonei a rispondere alle esigenze peculiari della città di Sora.
Il 2 marzo 1925 si recò, insieme ad una commissione Sorana, dal Ministro della P.I. Pietro Fedele per sollecitare la ricostruzione dell’edificio scolastico e per chiedere un sussidio a favore del Patronato Scolastico.
L’abilità letteraria di Achille Lauri, nel corso degli anni, allettarono redattori editoriali, scrittori ed intellettuali a lui coevi; ed infatti egli collaborò per molti anni con numerosi giornali, riviste, numeri unici, nonché con l’Enciclopedia Treccani, con la guida del T.C.I. e con gli almanacchi regionali.
Nel 1913 la Casa Editrice Vallardi stipulò con il Lauri un contratto di collaborazione al Dizionario del Risorgimento.
In occasione della Esposizione Nazionale di Storia della Scienza che si svolse a Firenze nel 1928, egli scrisse otto biografie di scienziati dell’ex Circondario di Sora.
Nel 1937, su invito del prof. Ernesto Codignola, scrisse una serie di bio-bibliografie riguardanti i più egregi educatori di Terra di Lavoro, inserite poi nel volume intitolato Educatori d’Italia, edito a Milano.
Con Decreto del 28 settembre 1939 ad Achille Lauri fu conferita l’onorificenza di Cavaliere, in riconoscimento dei suoi meriti scientifici.
Il 2 giugno 1954, in considerazione di tutta una vita dedicata allo studio, allo storico fu conferita la Commenda al merito della Repubblica.
Fu poi socio dell’Unione Poeti e Scrittori cattolici, della Società di Storia Patria della Terra di Lavoro, della Società Romana di Storia Patria (sezione del Lazio meridionale con sede ad Anagni), della Società napoletana di Storia Patria, dell’Università popolare romana e membro dell’Accademia filologica italiana in Roma Honoris Causa per le alte benemerenze acquisite attraverso la Patria, nella scienza filologica e nella letteratura italiana.
Achille Lauri morì a Sora l’11 aprile del 1965.
L’Amministrazione comunale di Sora denominò in suo onore “Achille Lauri” uno dei plessi scolastici più importanti della città.

## Opere
•	Il mio paese natio. Nozioni geografiche e storiche sulla città di Sora. Lavoro per i giovinetti, Sora, Tip. Pagnanelli, 1905;
•	Un Eroe ed un Artista, Sora, Tip. Camastro, 1906;
•	Medaglioni sorani, Sora, 1906;
•	L’Industria cartaria nella Valle del Liri, Sora, Tip. D’Amico, 1910;
•	Il castello di Balsorano, Sora, 1910;
•	Settefrati ed il Santuario di Canneto nella leggenda e nella storia, Sora, Tip. D’Amico, 1910;
•	La Grotta di S. Angelo in Balsorano, Sora, Tip. D’Amico, 1910;
•	Carlo Lefebvre e l’industria della carta nella Valla del Liri, con un’appendice sul Castello di Balsorano, Sora, 1910;
•	Gallinaro e il santuario di S. Gerardo, Sora, Tip. D’Amico, 1911;
•	Gallinaro e le sue memorie sacre e profane, Tip. D’Amico, 1911;
•	Due Benedettini di Montecassino: Alberico il Visionario, Alberico il Cardinale, Roma, in Rivista storica Benedettina, 1911;
•	Cominuim e S. Donato Val di Comino, Sora, Tip D’Amico, 1912;
•	Sora, Isola del Liri e dintorni, Sora, Tip. D’Amico, 1913;
•	Atina Potens e Paesi Vicini, Sora, Tip. D’Amico, 1914;
•	Dizionario dei Cittadini notevoli di Terra di Lavoro, Sora, Tip. D’Amico, 1915;
•	La torre campanaria di Settefrati, Roma, 1927;
•	San Benedetto e Montecassino nei secoli, in Vita Nova, 1931;
•	I principi Boncompagni Ludovisi nel ducato di Sora, Sora, 1934;
•	Vincenzo Simoncelli, Sora, 1952;
•	L’assistenza nel Seicento. Gli ospedali di Santo Spirito di Roma e di Sora, Roma, 1953;
•	Sora e il suo castello romano-medioevale, Sora, 1957